# 三重県の県道一覧
三重県の県道一覧（みえけんのけんどういちらん）は、三重県を通る県道の一覧である。

## 概要
現行の三重県道番号は1965年（昭和40年）8月27日に導入され、1972年（昭和47年）から県道番号標識が設置されるようになった。

## 統計
2013年（平成25年）4月1日時点
| 項目               | 主要地方道 | 一般県道  | 計        |
| ------------------ | ---------- | --------- | --------- |
| 総延長（km）       | 1,160.590  | 1,816.540 | 2,977.130 |
| 実延長（km）       | 1,105.465  | 1,561.630 | 2,667.095 |
| うち未改良（km）   | 281.086    | 534.607   | 815.693   |
| 橋梁数             | 1,385      | 1,629     | 3,014     |
| 橋梁延長（km）     | 28.635     | 32.460    | 61.095    |
| トンネル数         | 18         | 23        | 41        |
| トンネル延長（km） | 7.958      | 9.041     | 16.999    |

注
- m未満を四捨五入しているため、内訳と計が一致しないものがある[2]。

## 主要地方道

### 1 - 82
- 1 （欠番）[注 1]
- 2 伊賀青山線[注 2]
- 3 桑名大安線[注 3]
- 4 草津伊賀線（滋賀県と共通）
- 5 北勢多度線[注 4]
- 6 四日市楠鈴鹿線
- 7 水郷公園線[注 5]
- 8 四日市鈴鹿環状線
- 9 四日市員弁線[注 6]
- 10 津関線
- 11 四日市関線[注 7]
- 12 伊勢南勢線
- 13 伊勢多気線[注 8]
- 14 菰野東員線
- 15 久居美杉線[注 9]
- 16 南勢磯部線[注 10]
- 17 浜島阿児線
- 18 桑名停車場線
- 19 津停車場線
- 20 松阪停車場線
- 21 （欠番）[注 11]
- 22 伊勢南島線
- 23 北方多度線（岐阜県と共通[注 12]）
- 24 松阪久居線
- 25 南濃北勢線（岐阜県と共通）
- 26 四日市多度線
- 27 神戸長沢線
- 28 亀山白山線
- 29 松阪青山線
- 30 嬉野美杉線
- 31 大台宮川線
- 32 伊勢磯部線
- 33 南島紀勢線
- 34 七色峡線
- 35 紀宝川瀬線
- 36　（欠番）[注 13]
- 37 鳥羽松阪線[注 14]
- 38 伊勢大宮線
- 39 青山美杉線
- 40 熊野矢ノ川線
- 41 亀山鈴鹿線
- 42 津芸濃大山田線
- 43 一志美杉線
- 44 宮妻峡線
- 45 合ヶ野松阪線
- 46 南島大宮大台線
- 47 鳥羽磯部線
- 48 （欠番）[注 15]
- 49 甲南阿山伊賀線（滋賀県と共通）
- 50 伊賀信楽線（滋賀県と共通）
- 51 東湯舟甲賀線（滋賀県と共通）
- 52 御浜北山線（和歌山県と共通）
- 53 大台ヶ原線
- 54 鈴鹿環状線
- 55 久居河芸線
- 56 上野大山田線
- 57 上野名張線
- 58 松阪一志線
- 59 松阪第2環状線
- 60 伊勢松阪線
- 61 磯部大王線
- 62 御浜紀和線
- 63 星川西別所線
- 64 上海老茂福線[注 16]
- 65 度会玉城線
- 66 四日市朝日線
- 67 一志嬉野線
- 68 紀勢インター線
- 69 湾岸桑名インター線
- 70 賀田港中山線
- 71 - 79 （欠番）
- 80 奈良名張線（奈良県と共通）
- 81 名張曽爾線（奈良県と共通）
- 82 上野南山城線（奈良県・京都府と共通）

## 一般県道
1959年に制定。百位は原則、道路法第7条第○号の項目に該当する数字ごとに1 - 5に分け、いずれにも該当しない第6号路線は600 - 700番台としている。

### 101 - 169
- 101 （欠番）
- 102 伊勢二見線[注 17]
- 103 四日市鈴鹿線
- 104 （欠番）[注 18]
- 105 （欠番）[注 19]
- 106 桑名海津線（岐阜県と共通）
- 107 時下野尻線（岐阜県と共通）
- 108 木曽岬弥富停車場線（愛知県と共通）
- 109 津停車場西線
- 110 - 111 （欠番）
- 112 磯部浜島線
- 113 （欠番）
- 114 上浜高茶屋久居線
- 115 鈴鹿宮妻峡線
- 116 （欠番）
- 117 多度長島線
- 118 津久居線
- 119 松阪度会線
- 120 - 124 （欠番）
- 125 佐屋多度線（愛知県・岐阜県と共通）
- 126 養老公園庭田線（岐阜県と共通）
- 127 （欠番）
- 128 鳥羽阿児線[注 20]
- 129 磯部大王自転車道線
- 130 - 131 （欠番）
- 132 甲南阿山線（滋賀県と共通）
- 133 伊賀甲南線（滋賀県と共通）
- 134 - 137 （欠番）
- 138 信楽上野線（滋賀県と共通）
- 139 （欠番）[注 21]
- 140 四日市菰野大安線
- 141 鵜殿熊野線
- 142 桑名東員線
- 143 桑名川越線
- 144 鈴鹿関線
- 145 天花寺一志嬉野インター線
- 146 伊賀大山田線
- 147 松阪嬉野線
- 148 御衣野北猪飼線
- 149 御衣野下野代線
- 150 前村野中線
- 151 度会大宮線
- 152 南勢浜島線
- 153 依那具市部線
- 154 依那具荒木線
- 155 海山尾鷲港線
- 156 飛鳥日浦線
- 157 川原北勢インター線
- 158 （欠番）
- 159 三木里インター線
- 160 松阪多気線
- 161 - 167 （欠番）
- 168 立田長島インター線（愛知県と共通）
- 169 玉城南勢線

### 201 - 204
- 201 宇治山田港伊勢市停車場線
- 202 須賀利港相賀停車場線[注 22]
- 203 尾鷲港尾鷲停車場線
- 204 木本港熊野市停車場線

### 301 - 305
- 301 （欠番）
- 302 亀山停車場石水渓線
- 303 - 304 （欠番）
- 305 観菩提寺線[注 23]

### 401 - 429
- 401 桑名四日市線
- 402 - 406 （欠番）
- 407 三畑四日市線
- 408 - 409 （欠番）
- 410 草生窪田津線
- 411 穴倉南神山津線
- 412 （欠番）
- 413 嬉野津線
- 414 - 420 （欠番）
- 421 勢和兄国松阪線
- 422 - 423 （欠番）
- 424 大宮宮川線
- 425 （欠番）[注 24]
- 426 - 427 （欠番）
- 428 伊勢小俣松阪線
- 429 佐原勢和松阪線

### 501 - 581
- 501（欠番）[注 25]
- 502 楠河原田線
- 503 一志出家線
- 504 桑名港線
- 505 四日市港松原線
- 506 鈴鹿港線
- 507 千代崎港線
- 508 津港線
- 509 松阪港線
- 510 大淀港斎明線
- 511 豊北港小俣線
- 512 青山高原公園線[注 26]
- 513 （欠番）
- 514 安乗港線
- 515 波切港線
- 516 長島港線
- 517 （欠番）
- 518 長島停車場線
- 519 （欠番）
- 520 富田停車場線
- 521 （欠番）[注 27]
- 522 （欠番）[注 28]
- 523 （欠番）[注 29]
- 524 （欠番）
- 525 阿漕停車場線
- 526 - 528 （欠番）
- 529 多気停車場斎明線
- 530 田丸停車場斎明線
- 531 （欠番）[注 30]
- 532 - 534 （欠番）
- 535 栃原停車場線
- 536 滝原停車場滝原線
- 537 阿曽停車場線
- 538 伊勢柏崎停車場線
- 539 （欠番）
- 540 相賀停車場線
- 541 （欠番）
- 542 市木停車場線
- 543 赤目口停車場線
- 544 （欠番）[注 31]
- 545 （欠番）
- 546 青山町停車場線
- 547 - 548 （欠番）
- 549 石橋停車場線
- 550 豊津上野停車場線
- 551 白子停車場線[注 32]
- 552 伊勢若松停車場線
- 553 伊勢若松停車場神戸地子線
- 554 （欠番）
- 555 （欠番）[注 33]
- 556 大泉東停車場北大社線
- 557 （欠番）[注 34]
- 558 （欠番）
- 559 菰野停車場線
- 560 鈴鹿公園長沢線
- 561 津海岸線
- 562 （欠番）
- 563 稲生山線
- 564 鼓ヶ浦線
- 565 亀山城跡線（旧国道1号）
- 566 亀山城跡上野町線
- 567 赤目滝線
- 568 瑞巌寺庭園線
- 569 蓮峡線
- 570 - 571 （欠番）
- 572 （欠番）[注 35]
- 573 阿曽浦港線
- 574 九鬼港線
- 575 香良洲公園島貫線
- 576 宇治山田港線
- 577 湯の山温泉線
- 578 - 579 （欠番）
- 580 白山小津線
- 581 長島港古里線

### 601 - 700
- 601 本郷志礼石線
- 602 登茂山公園線
- 603 大杉谷海山線
- 604 - 605 （欠番）
- 606 鼎田辺線
- 607 畑毛本郷線
- 608 畑毛東貝野阿下喜線
- 609 東貝野南中津原丹生川停車場線
- 610 南中津原畑新田線
- 611 大泉多度線
- 612 多度東員線[注 36]
- 613 福島城南線
- 614 篠立下野尻線
- 615 西野尻垣内線
- 616 田光四日市線
- 617 田光梅戸井停車場線
- 618 - 619 （欠番）
- 620 平津菰野線
- 621 永井保々停車場線
- 622 小牧小杉線
- 623 四日市東員線
- 624 千草赤水線
- 625 上海老高角線
- 626 千草永井線
- 627 - 628 （欠番）
- 629 宮東日永線
- 630 川島貝家線
- 631 采女大治田線
- 632 水沢本町采女線
- 633 （欠番）[注 37]
- 634 小林鹿間線
- 635 南堀江須賀線
- 636 （欠番）
- 637 辺法寺加佐登停車場線
- 638 西庄内高塚線
- 639 名越長明寺線
- 640 （欠番）[注 38]
- 641 平野亀山線
- 642 国府白子停車場線[注 39]
- 643 三行庄野線
- 644 （欠番）
- 645 上野鈴鹿線
- 646 （欠番）
- 647 白木西町線
- 648 鈴鹿芸濃線
- 649 亀山安濃線
- 650 三宅一身田停車場線
- 651 三行上野線
- 652 栗真中山白塚停車場線
- 653 草生曽根線
- 654 - 656 （欠番）
- 657 家所阿漕停車場線
- 658 片田井戸久居線
- 659 上稲葉羽野線
- 660 平生庄田線
- 661 二本木一志線
- 662 藤大三停車場線
- 663 二本木御衣田線
- 664 垣内御城線
- 665 （欠番）
- 666 八知下多気一志線
- 667 太郎生伊勢八知停車場線
- 668 関大山田線
- 669 大山田芸濃線
- 670 城立青山線
- 671 - 672 （欠番）
- 673 上友田円徳院線
- 674 河合丸柱線
- 675 （欠番）
- 676 寺田佐那具停車場線
- 677 加太柘植線
- 678 （欠番）
- 679 川東佐那具線
- 680 高倉佐那具線
- 681 - 682 （欠番）
- 683 枅川青山線
- 684 - 685 （欠番）
- 686 上野島ヶ原線
- 687 治田山出線
- 688 依那具山出線
- 689 - 690 （欠番）
- 691 名張青山線
- 692 滝之原美旗停車場線
- 693 蔵持霧生線
- 694 布生夏見線
- 695 奥津飯高線
- 696 （欠番）
- 697 三雲久居線
- 698 津三雲線
- 699 六軒鎌田線
- 700 小片野駅部田線

### 701 - 786
- 701 御麻生薗豊原線
- 702 茅原丹生線
- 703 （欠番）
- 704 朝柄小片野線[注 40]
- 705 大淀東黒部松阪線
- 706 東黒部早馬瀬線[注 41]
- 707 南藤原竹川線
- 708 仁田多気停車場線
- 709 相鹿瀬大台線
- 710 飯南三瀬谷停車場線
- 711 新田野原線
- 712 （欠番）
- 713 東大淀小俣線
- 714 村松明野停車場線
- 715 館町通線
- 716 玉川小俣線
- 717 岩出田丸線[注 42]
- 718 （欠番）[注 43]
- 719 伊勢路伊勢線
- 720 横輪南勢線
- 721 度会南勢線
- 722 礫浦押淵線
- 723 （欠番）
- 724 （欠番）[注 44]
- 725 - 726 （欠番）
- 727 （欠番）[注 45]
- 728 （欠番）[注 46]
- 729 （欠番）[注 47]
- 730 檜山路南張線
- 731 川合大宮線
- 732 （欠番）
- 733 （欠番）[注 48]
- 734 矢口浦上里線
- 735 - 736 （欠番）
- 737 新鹿佐渡線
- 738 神川五郷線
- 739 上市木市木停車場線
- 740 小船紀宝線
- 741 - 743 （欠番）
- 744 （欠番）[注 49]
- 745 片野飯高線
- 746 （欠番）
- 747 打見大台線
- 748 大湊宮町停車場線
- 749 （欠番）
- 750 阿児磯部鳥羽線[注 50]
- 751 三戸紀伊長島停車場線
- 752 茶屋町湯の山停車場線
- 753 平尾茶屋町線
- 754 津香良洲線
- 755 老ヶ野古田青山線
- 756 松阪環状線
- 757 辻原西町線
- 758 檜原大内山線
- 759 答志桃取線
- 760 南浦海山線
- 761 （欠番）[注 51]
- 762 朝明渓谷線
- 763 （欠番）
- 764 （欠番）[注 52]
- 765 長尾板屋線[注 53]
- 766 城ノ浜山居線[注 54]
- 767 種生奥鹿野線
- 768 （欠番）[注 55]
- 769 中津浜浦五ヶ所浦線
- 770 高奈上三瀬線
- 771 （欠番）
- 772 （欠番）[注 56]
- 773 （欠番）
- 774 （欠番）[注 57]
- 775 甲賀阿山線（滋賀県道と共通）
- 776 久居停車場津線
- 777 松阪伊勢自転車道線
- 778 中井浦九鬼線
- 779 （欠番）[注 58]
- 780 熊野川紀和線（和歌山県と共通）
- 781 都祁名張線（奈良県と共通）
- 782 上笠間八幡名張線（奈良県と共通）
- 783 土屋原飯高線（奈良県と共通）
- 784 赤目掛線（奈良県と共通）
- 785 山添桔梗が丘線（奈良県と共通）
- 786 亀山関線